# Vicente García de Mateos Rubio
Vicente García de Mateos Rubio (Manzanares, 19 de setembre de 1988) és un ciclista espanyol professional des del 2009 i actualment a l'equip Louletano-Hospital de Loulé.
El 2014 va ser expulsat de la Volta a Portugal a causa d'una baralla amb el ciclista danès Asbjørn Kragh Andersen.
El seu germà gran Raúl també fou ciclista professional.

## Palmarès
- 2007
  - Vencedor d'una etapa de la Volta a Valladolid
- 2007
  - Vencedor d'una etapa de la Setmana Aragonesa
- 2010
  - 1r al Circuit Guadiana
  - Vencedor d'una etapa de la Volta a Toledo
- 2011
  - 1r al Circuit Guadiana
- 2012
  - 1r a la Clàssica Ciutat de Torredonjimeno
- 2013
  - 1r a l'Aiztondo Klasica
  - Vencedor de 2 etapes a la Volta a les comarques de Lugo
- 2015
  - Vencedor d'una etapa de la Volta a Portugal
  - Vencedor d'una etapa del Gran Premi Abimota
- 2016
  - Vencedor d'una etapa de la Volta a Portugal
- 2017
  - 1r a la Clàssica Aldeias do Xisto
  - 1r al Gran Premi Abimota
  - Vencedor d'una etapa de la Volta a Portugal
- 2018
  - Vencedor de 3 etapes a la Volta a Portugal